# Aktion Zamość

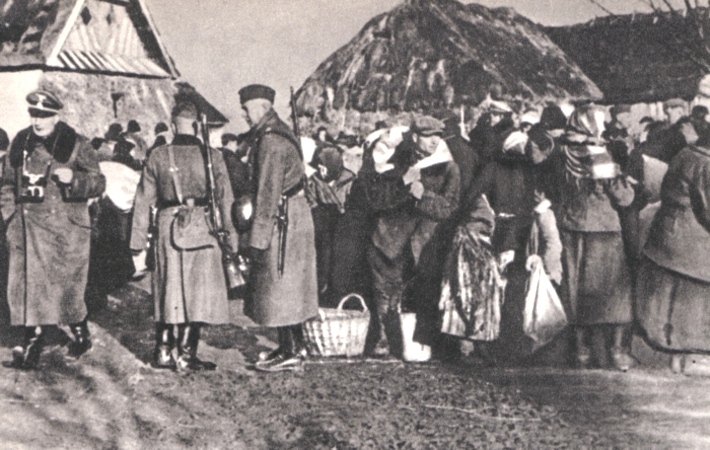
Polscy rolnicy wysiedlani z Zamojszczyzny, zima 1942/1943

Aktion Zamość (pol. Akcja Zamość) – kryptonim niemieckich akcji wysiedleńczych i pacyfikacyjnych przeprowadzonych na Zamojszczyźnie leżącej na terenie okupowanego przez III Rzeszę Generalnego Gubernatorstwa, w okresie od listopada 1942 do sierpnia 1943, w ramach Generalnego Planu Wschodniego. Akcja objęła łącznie 100–110 tys. wysiedlonych Polaków, w tym 30 tys. dzieci (rabunek dzieci), w których miejsce władze III Rzeszy zamierzały osiedlić 60 tys. kolonistów niemieckich przesiedlonych z Besarabii, Ukrainy, Bośni, Serbii, Słowenii, ZSRR oraz terytorium okupowanej Polski.
Ogółem na terenie Zamojszczyzny zdołano osiedlić ok. 12 tys. kolonistów niemieckich, których wcześniej osiedlano tymczasowo w innych rejonach. Na ziemie wysiedlonych Polaków władze niemieckie sprowadzały również ludność ukraińską, wysiedloną z wiosek zajętych również przez kolonistów niemieckich.
Działania niemieckie na Zamojszczyźnie w latach 1942–1943 składały się z dwóch etapów. Pierwszy został przeprowadzony od 28 listopada 1942 do marca 1943 i objął 116 wiosek.
Drugi etap (akcja Werwolf), w czasie którego miały miejsce masowe pacyfikacje obszarów wiejskich, odbywał się w okresie od czerwca do sierpnia 1943 i dotyczył 171 wiosek. Łącznie wysiedleniami zamierzano objąć całkowicie 696 osad, jednak wskutek sprzeciwu polskiego ruchu oporu w powstaniu zamojskim zdołano wysiedlić 293 wioski.

## Geneza

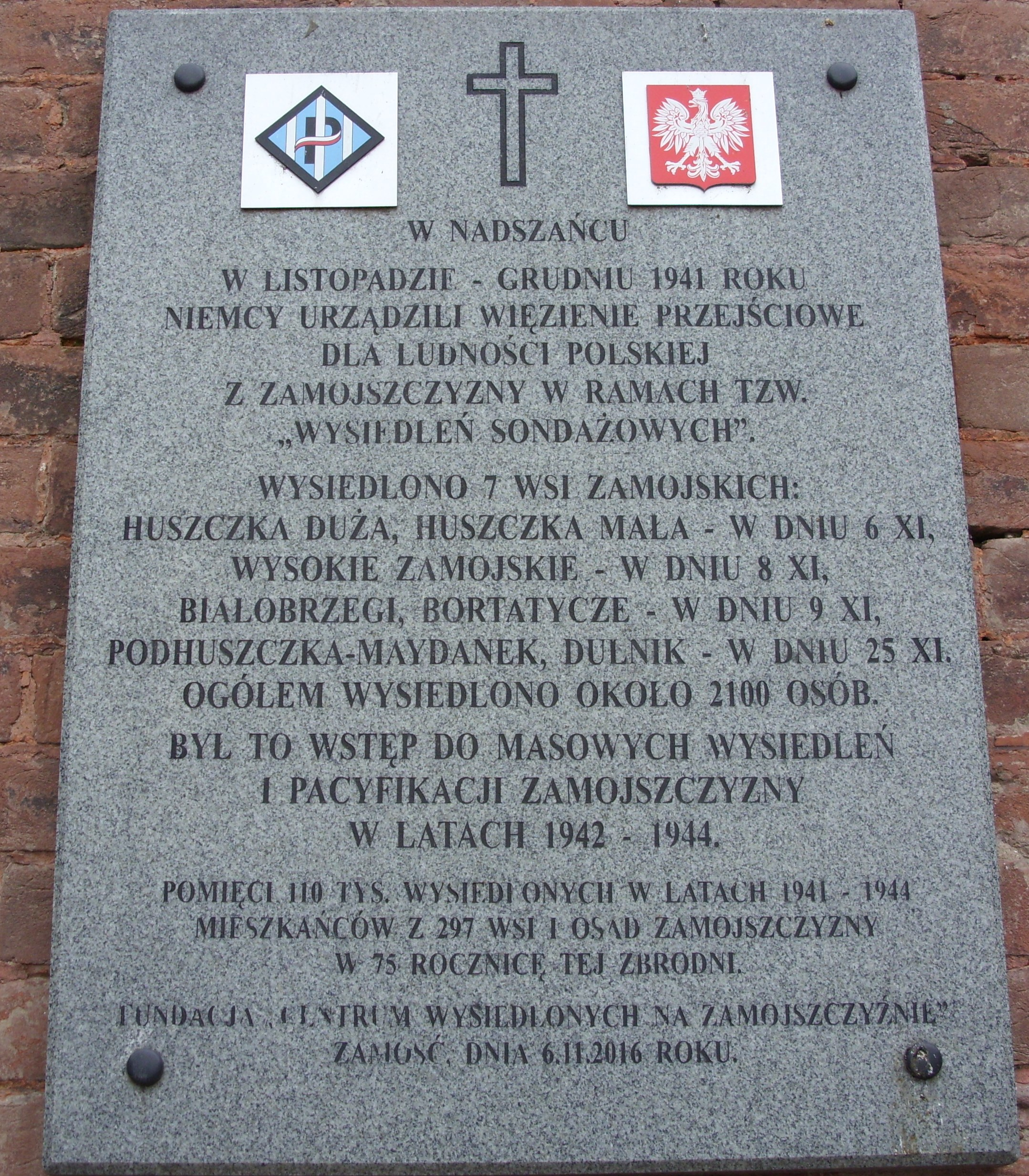
Pierwsze wysiedlenia wsi zamojskich listopad–grudzień 1941, tablica w Zamościu, Nadszaniec

Wysiedlenia z Zamojszczyzny w latach 1942–1943 były próbą praktycznej realizacji założeń Generalnego Planu Wschodniego. Zasadnicza jego część, przewidująca wysiedlenie kilkudziesięciu milionów Słowian z terenu Europy Środkowo-Wschodniej i Wschodniej miała być realizowana przez 20–30 lat po wygranej przez III Rzeszę wojnie.
Pierwsze wysiedlenia z Zamojszczyzny, przeprowadzone próbnie oraz w ramach zbadania reakcji społeczeństwa, realizowano jeszcze w listopadzie 1941, kiedy to przy współpracy kolonistów niemieckich z miejscowości Brody Duże wysiedlono 2000 Polaków z 6 zamojskich wsi. W połowie 1942 postanowiono przyspieszyć plany masowej kolonizacji niemieckiej, realizując ją eksperymentalnie w Generalnym Gubernatorstwie, na Zamojszczyźnie.
Istniało kilka koncepcji osiedleńczych. Rozważano plany Hansa Franka, który proponował wysiedlenie 1,2 mln właścicieli polskich (głównie rolników), co doprowadziłoby do powstania olbrzymiego rezerwuaru siły roboczej oraz koncepcje szefa SS i policji w Generalnym Gubernatorstwie, SS-Reichsführera Heinricha Himmlera, dotyczące tzw. „kolonizacji pasowej”, „strefowej”, lub „wyspiarskiej” (niem. Siedlungsstützpunkt). Koncepcje te ostatecznie przeważyły z racji decydującego głosu Himmlera w sprawach osadnictwa niemieckiego i polityki ludnościowej na okupowanych terenach – od 7 października 1939 decyzją Hitlera został mianowany „komisarzem Rzeszy do spraw umocnienia niemieckości” (niem. Reichskomissar für die Festigung deutschen Volkstums, RKFDV). Rejon Zamojszczyzny, w myśl planów Himmlera, miał być pierwszym z 14 planowanych „bastionów niemczyzny” (niem. ein deutsches Bollwerk).
Realizacja planu wysiedleń wchodziła w zakres kompetencji rządu Generalnego Gubernatorstwa, praktycznie jednak wyłączność decyzyjną posiadał Heinrich Himmler, dla którego w rządzie Generalnego Gubernatorstwa został utworzony specjalny Sekretariat do Spraw Bezpieczeństwa, całkowicie mu podległy. Praktyczną realizacją akcji zajęły się jednostki SS i policji niemieckiej.
Równolegle wydawano decyzje administracyjne, 12 listopada 1942 Himmler wydał rozporządzenie nr 17C, które wyznaczało obszar Zamojszczyzny jako tzw. „pierwszy obszar osadniczy” w Generalnym Gubernatorstwie. Do realizacji zadania wyznaczony został dowódca SS i policji na Dystrykt Lublin, SS-Grupenführer Odilo Globocnik, posiadający wszelkie pełnomocnictwa Himmlera. Jako strefę wysiedleń przeznaczono powiaty Zamojszczyzny: biłgorajski, hrubieszowski, tomaszowski i zamojski.

## Przebieg

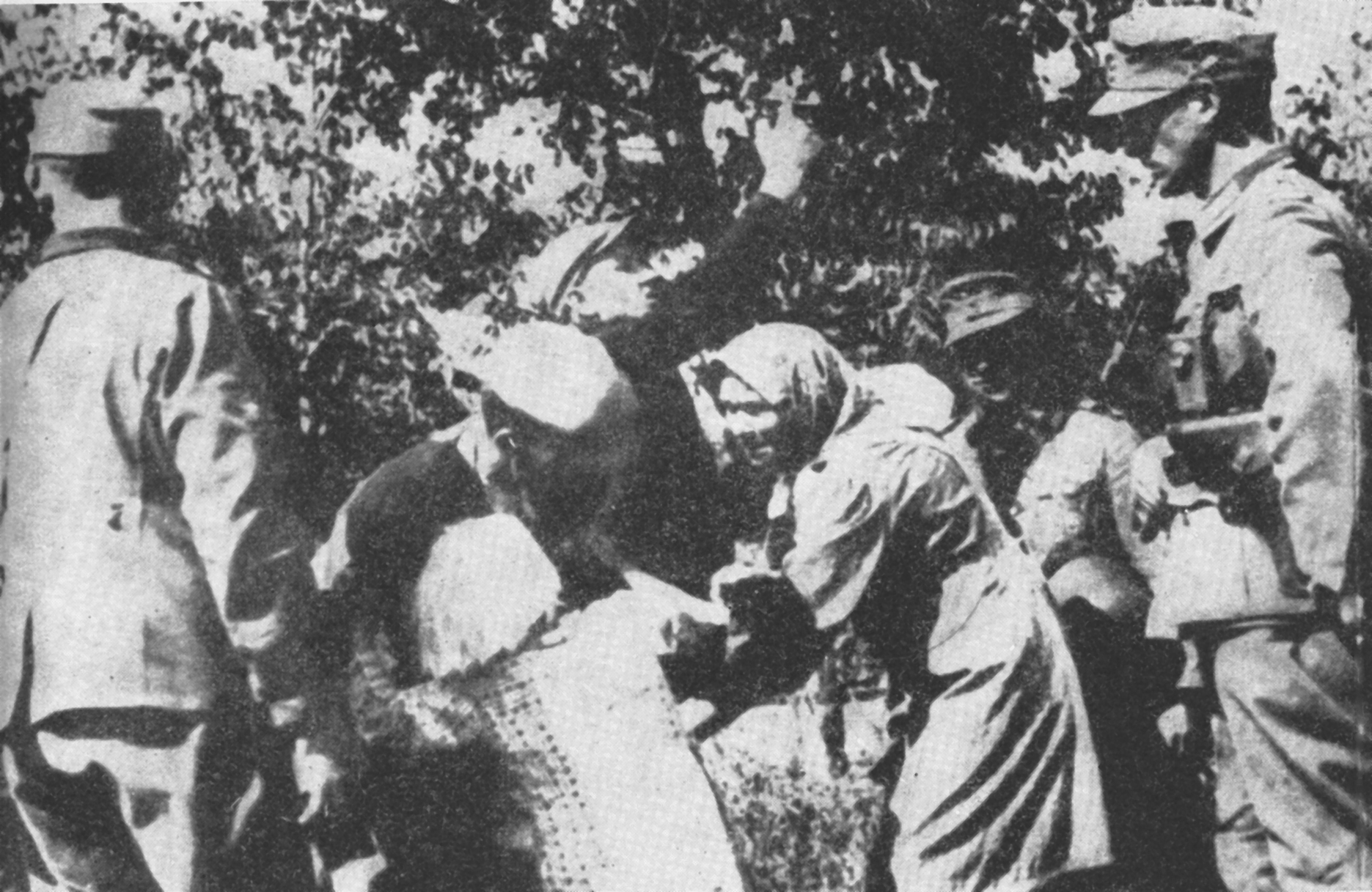
Rabunek dzieci polskich podczas operacji wysiedleńczej na Zamojszczyźnie

### Pierwszy etap
Pierwsze wysiedlenia nastąpiły w nocy z 27 na 28 listopada 1942 we wsi Skierbieszów i okolicznych terenach. Wysiedlonym Polakom zezwolono tylko na zabranie bagażu osobistego, nie przekraczającego 30 kg oraz 20 złotych. Akcję przeprowadzano brutalnie, rozdzielając rodziny i wysyłając gdzie indziej kobiety i dzieci, mężczyzn oraz starców. Z matkami mogły zostać jedynie dzieci w wieku do 6 miesięcy.
Wiele osób, które nie chciały poddać się wysiedleniom, zastrzelono w trakcie ucieczki. Wysiedleńców umieszczano w obozach przejściowych w Zamościu i Zwierzyńcu, gdzie przeprowadzano badania rasowe i dokonywano selekcji na pięć kategorii:
- I – „WE” (niem. Wiedereindeutschung), osoby przeznaczone do „ponownego zniemczenia”, o nordyckich cechach rasowych, kierowane do dalszych badań rasowych do specjalnego obozu w Łodzi.
- II – „AA”, osoby uznane za zdolne do pracy przymusowej i kierowane w tym celu do Rzeszy lub na wschód
- III – „RD”, osoby w wieku powyżej 60 lat i inne do pracy u nowych kolonistów ze wschodu.
- IV – „KI” (niem. Kindertransport), dzieci do lat 14 przymusowo odbierane rodzicom, które kierowano do tzw. wiosek rentowych (niem. Rentendörfer) utworzonych w powiatach: garwolińskim, siedleckim, mińskim i sokołowskim – złe warunki transportu spowodowały liczne przypadki śmierci dzieci i osób starszych przewożonych w transportach lub zmarłych z wycieńczenia w szpitalach.
- V – „KL”, osoby przeznaczone do eksterminacji w obozach koncentracyjnych, głównie w Auschwitz-Birkenau i na Majdanku – szacowano, iż do natychmiastowej likwidacji przeznaczonych zostanie 21% wszystkich wysiedlanych[3].

W okresie od marca 1943 do czerwca 1943 nastąpiło wstrzymanie akcji wysiedleńczej. Ogółem w okresie od 28 listopada do marca 1943 zostało usuniętych ok. 51 000 Polaków, a w ich miejsce przybyło 9000 kolonistów niemieckich z Besarabii i Ukrainy oraz dalszych 4000 osadników do końca 1943. Osiedlenie ludności niemieckiej z tych terenów spowodowane było m.in. tym, że władze Rzeszy odmówiły wcześniej jej przyjęcia na swoje terytorium, dlatego jedynie Globocnik zdecydował się na ich przyjęcie (ok. 12 000 osób), kosztem ludności polskiej, na teren Zamojszczyzny. Wśród kolonistów byli rodzice niemieckiego prezydenta Horsta Köhlera, który urodził się w Skierbieszowie.
W miejsce opuszczonych gospodarstw przez Polaków wysiedlonych z powiatu hrubieszowskiego przesiedlano także Ukraińców z powiatu zamojskiego, w ramach osobnej akcji przeprowadzonej w okresie od 15 stycznia 1943 do marca 1943 (niem. Ukraineraktion). Przesiedlono w ten sposób na teren powiatu hrubieszowskiego ok. 7000 Ukraińców. Władze niemieckie zamierzały utworzyć tzw. „pasy ochronne” z ludności ukraińskiej, które osłaniałyby kolonie niemieckie przed atakami polskich grup partyzanckich – dotyczyło to zwłaszcza powiatu biłgorajskiego, który według niemieckich planów stanowił naturalną przeszkodę przed ugrupowaniami partyzanckimi rezydującymi w Puszczy Solskiej. W dalszych niemieckich planach także pobyt Ukraińców na terenach Zamojszczyzny pozostawał czasowy.
Warunki ludności polskiej, która została zmuszona do służby u niemieckich osadników lub w gospodarstwach rolnych które czasowo nie podlegały wysiedleniom, pozostawały ciężkie – samowola i sprzyjanie patologiom przez nadrzędne władze administracyjne powodowały liczne przypadki znęcania się, zmuszania do pracy u Niemców, rabunek inwentarza i mienia, bicie oraz niejednokrotnie zabójstwa.

### Drugi etap (akcja Werwolf)
Opór wysiedlanej ludności polskiej zaskoczył Niemców, po początkowym zaskoczeniu już na przełomie 1942 i 1943 rozpoczęła się samoobrona i zorganizowany opór Polski Walczącej oraz sił polskiego podziemia, reprezentujących wszystkie odłamy polityczne w tzw. powstaniu zamojskim.
Władze niemieckie postanowiły przezwyciężyć problem siłą, wznawiając działania przeciwko ludności cywilnej i przeprowadzając pomiędzy 23 czerwca a 15 sierpnia 1943 akcję pacyfikacyjno-wysiedleńczą „Werwolf”, mającą na celu „zwalczanie band”. Do akcji zaangażowano duże siły żandarmerii wojskowej, SS, pomocniczą policję ukraińską oraz 10 000 żołnierzy Wehrmachtu.
W trakcie działań w akcji „Werwolf” wysiedlono łącznie 60 000 ludzi ze 171 wiosek, których umieszczano ponownie w obozach w Zamościu, Zwierzyńcu oraz Budzyniu, gdzie dokonywano ponownie selekcji do wybranych grup. Większość wywieziono do Rzeszy do pracy przymusowej, reszta ludności trafiła do obozu koncentracyjnego na Majdanku, gdzie zmarło ok. 1000 osób, lub zginęła na miejscu w czasie pacyfikacji, przeprowadzanej zwykle z użyciem wyjątkowo brutalnych metod. Łącznie spacyfikowano ok. 100 wiosek, posługując się także egzekucjami jako elementem terroru masowego – m.in. w Rotundzie Zamojskiej rozstrzelano ok. 8000 ludzi.